# Fußball-Oberliga 1991/92
Die Saison 1991/92 der Oberliga war die 18. Saison der Oberliga als dritthöchste Spielklasse im Fußball in Deutschland nach der Einführung der zweigleisigen – später eingleisigen – 2. Bundesliga zur Saison 1974/75.

## Veränderungen
Durch die Deutsche Wiedervereinigung fand die Austragung der Oberliga Nordost in dieser Spielzeit zum ersten Mal statt. Sie löste die Oberliga Berlin ersetzt und setzte sich, neben einem Teil der Vereine aus der Oberliga Berlin, aus Vereinen der erstklassigen DDR-Oberliga und der zweitklassigen NOFV-Liga zusammen.

## Oberligen
- Oberliga Baden-Württemberg 1991/92
- Bayernliga 1991/92
- Oberliga Hessen 1991/92
- Oberliga Nord 1991/92
- Oberliga Nordost 1991/92 in drei Staffeln (Nord, Mitte und Süd)
- Oberliga Nordrhein 1991/92
- Oberliga Südwest 1991/92
- Oberliga Westfalen 1991/92

## Aufstieg zur 2. Bundesliga
In den vier Aufstiegsrunden gelangen dem SC Fortuna Köln, dem Wuppertaler SV, dem VfL Wolfsburg und der SpVgg Unterhaching jeweils als Gruppensieger der Aufstieg in die 2. Bundesliga.